# 曾朝節
曾朝節（1535年—1604年），字直卿，號植齋，湖廣臨武縣人，民籍，明朝政治人物。

## 生平
嘉靖三十七年（1558年）戊午科湖廣鄉試第十名。萬曆五年（1577年）丁丑科第一甲第三名進士，授翰林院编修，十一年十二月充会典纂修官，十三年十二月升侍講，十四年六月编纂六曹章奏，十七年十月会典成，升左春坊左谕德兼侍讀，十八年正月充玉牒纂修官，二月清理贴黄，八月充經筵講官，十九年充順天府鄉試主考官，二十年七月迁国子监祭酒，二十一年十二月升詹事府少詹事，二十二年四月升南京礼部右侍郎，二十三年十月改禮部右侍郎兼翰林院侍讀學士，协理詹事府事，充纂修正史副总裁，二十四年十月充經筵侍班官，二十五年正月掌翰林院印信，充經筵講官，二十六年七月教习庶吉士，二十九年二月与馮琦任會試考试官，三十年正月官至礼部尚书，十月補經筵日講官，多次以病乞休，神宗皆不允。三十二年正月病卒于京师住所，赠太子太保，谥文恪，賜祭葬。临武人称其“曾探花”。

## 著作
著有《紫园草》、《南园草》、《臆言》、《易测》、《经书正旨》、《南岳纪胜》等。

## 家族
曾祖父曾祚；祖父曾寵，號龍山，曾任壽官；父親曾銳。母李氏。